# Lyons Bay (zatoka na północny wschód od Cockerwit Passage)
Lyons Bay – zatoka (ang. bay) w kanadyjskiej prowincji Nowa Szkocja, w hrabstwie Shelburne, na północny wschód od cieśniny Cockerwit Passage; nazwa urzędowo zatwierdzona 18 listopada 1974.